# Creu dels Àngels
La Creu dels Àngels és una creu-relicari en forma de creu grega, que es troba dipositada en la Càmera Santa de la Catedral de San Salvador d'Oviedo, al Principat d'Astúries, Espanya.
Va ser realitzada a principis del segle ix i, segons consta en una inscripció col·locada en el revers de la creu, l'any 808 va ser donada a la catedral ovetense per Alfonso II el Cast, rei d'Astúries.
La Creu dels Àngels apareix en l'escut d'Oviedo.

## Història
La Creu dels Àngels va ser donada a la Catedral de San Salvador d'Oviedo per Alfonso II el Cast, rei d'Astúries, l'any 808. Nombrosos autors assenyalen la possibilitat que el rei donés la creu amb motiu de la consagració del nou temple dedicat a San Salvador a la ciutat d'Oviedo.
Diversos autors han relacionat la llegenda sobre el seu origen, que afirma que la creu va ser realitzada per dos àngels que van prendre la forma de pelegrins, amb una realitat oculta que, en la seva opinió, podria amagar-se després de la llegenda. Aquesta realitat és que, en opinió de diferents experts, la Creu dels Àngels no es correspon, ni per la tècnica amb què va ser elaborada, ni per la seva tipologia, amb les creus elaborades pels orfebres visigots, però sí que es relaciona amb els models de creus lombardes, realitzades en el nord d'Itàlia  entre els segles VII i IX. Segons aquesta teoria, la creu hauria estat realitzada per artistes de procedència lombarda, que possiblement haurien viatjat al regne d'Astúries per voluntat de l'emperador Carlemany, qui va mantenir bones relacions amb Alfonso II d'Astúries. D'aquesta manera quedaria explicada la desaparició dels àngels, com una tornada als seus llocs d'origen.
En 1934, durant la Revolució d'Astúries, la Càmera Santa d'Oviedo va ser dinamitada pels revolucionaris, i les relíquies i objectes allí conservats, incloses la Creu dels Àngels, l'Arca Santa i la Caixa de les Àgates, van sofrir greus desperfectes i van haver de ser restaurades en 1942. No obstant això, la restauració de 1942 ha estat considerada per diversos historiadors com una violació dels principis arqueològics, artístics i històrics, doncs en alguns casos els danys van ser reparats sense prendre les precaucions que posteriorment permetessin diferenciar els elements originals dels afegits.
En 1977 es va cometre un robatori en la Catedral d'Oviedo. La Creu dels Àngels va ser sostreta i posteriorment recuperada. No obstant això, i a causa dels greus desperfectes que va sofrir, la creu va haver de ser restaurada per la Comissió per a la restauració de les Joies Històriques de la Càmera Santa de la Catedral d'Oviedo, presidida pel president del cabildo catedralicio ovetense, i creada per reparar els danys causats pel robatori de 1977. La comissió va lliurar la Creu dels Àngels i la Caixa de les Àgates a la catedral, després d'haver estat restaurades, el dia 14 de setembre de 1985, i tots dos objectes van tornar a la Càmera Santa d'Oviedo.

### Llegenda sobre el seu origen
Una llegenda, recollida en la seva obra pel bisbe Lucas de Tuy, refereix que Alfonso II el Cast, rei d'Astúries, es mostrava desitjós de donar a l'església de San Salvador d'Oviedo una creu d'or i pedres precioses, i que un dia, després d'haver assistit a missa, i després d'haver arribat al palau real, se li van aparèixer dos àngels, en forma de pelegrins, que van comunicar al rei que eren orfebres. El rei, segons recull la llegenda, els va lliurar or i pedres precioses, i els va proporcionar una casa a fi que poguessin treballar sense ser molestats. No obstant això, el rei volia esbrinar a quina classe d'individus havia lliurat el seu or i pedres precioses i, per això, va enviar a diversos individus, un darrere l'altre, perquè veiessin el que feien els orfebres.
Els servidors del rei, en arribar a la casa on treballaven tots dos orfebres, van observar que a l'interior de l'estatge hi havia una gran resplendor que impedia contemplar el que allí ocorria, i van anar a informar al rei, que va anar a la casa on havien treballat els orfebres i la va trobar buida, encara que en ella estava una creu que brillava intensament. Alfonso II el Cast va prendre la creu i, segons refereix la llegenda, la va portar a l'església de San Salvador, on la va dipositar en l'altar.
Aquesta llegenda va propiciar que la creu fos coneguda com la Creu dels Àngels.

## Descripció
La Creu dels Àngels és de tipus grec i de forma puntada. La longitud dels seus quatre braços és gairebé idèntica, i tots ells parteixen d'un disc col·locat al centre de la creu. Les mesures de la creu són de 465 mm. d'alt per 450 mm. d'ample i 25 mm. de grossor. El pes de la creu és d'1.765 grams i el disc central de la mateixa mesura 85 mm. de diàmetre.
Està formada per dues peces de fusta de cirerer silvestre, unides al centre de la creu mitjançant un disc central, folrades amb una prima làmina d'or subjecta mitjançant petits claus elaborats també amb or. En cadascun dels braços de la creu hi ha una petita capseta inserida,destinada a guardar diverses relíquies, i cadascuna de les quatre capsetes compta amb la seva corresponent tapa corredissa.
L'anvers de la creu està adornat amb quaranta-vuit pedres, en forma de cabujón, sent cinc d'elles entallis d'època romana reutilitzats, i també està ornada amb labors de filigrana que incrusta pedreria polícroma. Algunes de les pedres són semipreciosas, com a granades i àgates.
El revers de la creu està recobert amb una làmina llisa d'or, i en cadascun dels quatre braços de la creu apareix una inscripció en lletres d'or. Així mateix, en cadascun dels quatre extrems de la part posterior de la creu hi ha una gemma envoltada per dos cercles de petites pedres. En el disc central del revers hi havia un camafeu romà d'àgata, envoltat per un cercle amb perles i pedreria. No obstant això, dit camafeu va ser substituït per un altre, realitzat a Alemanya, després del robatori de 1977.
Dels camafeus romans incrustats en la creu, un d'ells representa a una jove camperola romana, un altre a la deessa Atenea, un altre mostra un cap caprí amb cos de serp, i un altre a Enees abandonant la ciutat de Troia.
Encara que en nombroses versions heràldiques la Creu dels Àngels apareix representada amb les lletres alfa i omega penjant dels braços de la creu, els experts en història de l'art encara no han aconseguit un acord sobre si de la creu van penjar alguna vegada dits símbols en el passat.

### Inscripcions del revers
Una de les inscripcions col·locades en el revers de la creu assenyala la data en què va ser realitzada, l'any 808 de l'era cristiana, i el nom del donant, que va ser el monarca Alfonso II el Cast. En el revers de la Creu dels Àngels es troben soldades les següents llegendes, compostes a partir de lletres d'or:
- Braç superior:

| « | "SVSCEPTVM PLACIDE MANEAT HOC IN HONORE DI OFFERT ADEFONSVS HVMILIS SERVVS XPI" | » |

- Braç dret (braç esquerre de l'observador):

| « | "QVISQVIS AVFERRE PRAESVNSERIT MIHI FVLMINE DIVINO INTEREAT IPSE" | » |

- Braç esquerre (braç dret de l'observador):

| « | "NISI LIBENS VBI VOLVNTAS DEDERIT MEA HOC OPVS PERFECTVM EST IN ERA DCCCXLVI" | » |

- Braç inferior:

| « | "HOC SIGNO TVETVR PIVS HOC SIGNO VINCITVR INIMICVS" | » |

Les inscripcions col·locades en el revers de la creu, traduïdes al castellà, venen a dir:
| « | "Permanezca en honor de Dios esto, realizado con complacencia. Alfonso, humilde siervo de Dios, lo ofrenda. Cualquiera que presumiere llevarme fuera de donde mi buena voluntad la dedicó, perezca espontáneamente con el rayo divino. Esta obra se concluyó en la era 846 (año 808). Con este signo es protegido el piadoso. Con este signo es vencido el enemigo." | » |